# FCS-2
81式射撃指揮装置2型（FCS-2）は、日本で開発された射撃指揮装置（FCS）。艦砲と個艦防空ミサイル（短SAM）の射撃指揮に用いられており、いずれも海上自衛隊の護衛艦に装備されている。

## 来歴

### 開発の計画と技術試験
1950年代末より、ソビエト連邦軍はK-10S（AS-2「キッパー」）空対艦ミサイルやP-15（SS-N-2「スティクス」）艦対艦ミサイルなど対艦ミサイルの配備に着手した。1967年のエイラート事件を受けて、西側諸国においてもこれらの脅威がクローズアップされ、対艦ミサイル防御（ASMD）が急務となった。
海上自衛隊では、当時進めていた第3次防衛力整備計画ではこれらの施策が間に合わなかったことから、第4次防衛力整備計画での導入を目指していた。これに応じて、ASMDに対応した新型GFCSとして開発されたのが本機である。
開発は、昭和45年度より、「小型射撃指揮装置」として着手された。開発計画は砲制御部とミサイル制御部に区分され、砲制御部は下記のような開発線表が計画されていた。またミサイル制御部については、昭和50年度での委託研究が計画されていた。
- 昭和45年度 - 委託研究
- 昭和46～47年度 - 試作
- 昭和48年度 - 陸上技術試験
- 昭和49～50年度 - 海上技術・実用試験

技術試験までは順調に進展し、1973年3月に試作機が納入されたものの、開発要求の目標質量3トンを大幅に超過して出来上がっており、このために、追尾レーダーの精度を左右するサーボ機構の追従・応答性に不安が残るなどの問題が指摘された。また予算確保にも問題が生じたことから開発線表の1年延長が決定され、昭和49年度にも引き続いて陸上技術試験を行ったのち、昭和50年度より護衛艦「むらくも」の第2方位盤を試作機に換装しての海上技術・実用試験が開始された。

### 海上技術・実用試験
しかし海上技術・実用試験では、各段階で様々な問題が生起した。1年目にあたる1975年には、出航して船体振動を受けると電源断や誤動作が発生してまともな作動が得られず、そもそも試験を開始できない状況が続いた。ここで発生した問題の一つが、レーダー送受信機の立体回路の核となる発振管 (CFA) の信頼性不足で、一千数百万円と高価ながら1,200時間以上の寿命が標榜された輸入品を使用していたにもかかわらず、試験では、長くて二百数十時間程度、短いときは数十時間でダウンする状況であった。試作機全体のメーカーである三菱電機はCFAの信頼性の問題と判断していたが、同社の担当者とCFAのメーカーであるレイセオンの担当者とを「むらくも」艦上に召致して検討したところ、CFAそのものには問題がなく、送信機キャビネット内に漏洩した電波とCFA内の発振電波とが共振した結果としてCFA本体にクラックを生じていることが判明し、キャビネット内に電磁シールドを貼るだけで解決したことから、三菱電機の完敗となった。
またこの他にも、国産電子管の絶縁低下等の問題も発生し、その解決に半年を要したため、海上技術・実用試験も昭和51年度まで延長された。これにより、試験完了見積もりが昭和53年度にずれ込んだことから、当初計画されていたしらね型（50DDH）での採用は断念され、オランダのシグナール（現在のタレス・ネーデルラント）社からWM-25を輸入して装備することになった。
2年目にあたる1976年には何とか動かせるようになって試験が進み始めたが、追尾試験においてシークラッター（海面反射）への対処が問題となった。当時、海上自衛隊としても技本としても確たるフィールド・データを持っておらず、公刊学術データを基に設計製作していたが、実際には日本近海の冬季におけるシークラッターは1,000倍（30 dB）も大きく、目標追尾が安定しないというトラブルが生じた。またレーダーアンテナや増幅器、武器管制コンソール、ソフトウェアにも不具合が相次ぎ、システムは満身創痍の状態となった。
度重なる改修にもかかわらず、この状態は1977年に入っても解決せず、2・3月にかけての対電子対策（ECCM）性能試験、追尾・射撃試験では満足な成果を得ることはできなかった。特に簡易曳航標的への水上射撃試験では追尾が標的から外れた結果、クラッターの影響もあって弾着が曳航艦のほうに移動していくという状況が発生、続いて行われた対空射撃試験では、試験艦「あづま」から発進した低速ドローンを撃つはずが、またしても追尾がドローンから外れた上に、射界外にいた「あづま」をロックオンしてしまい、2斉射4発の射弾が同艦のマストをかすめるという危険な状況も発生した。
この情勢を受けて、実用実験隊（現在の艦艇開発隊）では、実用試験の継続は困難との意見が台頭するに至った。ポスト4次防艦ではFCS-2の搭載が予定されていたが、開発失敗に備えて、しらね型で採用されたWM-25や、そのアメリカ版であるMk.92、イギリスのSAPHIRE、スウェーデンの9LV200、更にはFCS-1のデジタル化版や、81式短距離地対空誘導弾のFCSの派生型（1面回転式PESAを使用）なども俎上に載せられる状況であった。特に81式短SAM派生型については、揚陸艦に仮装備してのデモンストレーションも検討されたが、これは実現しなかった。

### 全面改修と制式化
1977年8月の装備審査会議調整部会での決定に基づき、シークラッターへの対応策として、ドップラー処理を利用したMTT（Moving Target Tracker）、MTI (Moving target indication) が新たに開発されて組み込まれることになったが、これによって「小型射撃指揮装置」として課せられていた厳しい重量制限の達成は不可能となり、基本要目も変更された。その後も試験の難航は続き、ポスト4次防艦の嚆矢となる52DE（後の「いしかり」）に搭載するFCSを決定するべきタイムリミットである1978年8月が迫ってきた。そして1977年12月21日と1978年1月26日に、海上幕僚監部防衛部長列席のもとで、FCS-2の進退を決める会議が開かれて、下記の決定が下された。
- 全力で全面改修（第7次改修）に取り組み、FCS-2の成功を目指す
- 実験隊司令をリーダーとする官民合同の特別グループを編成する
- 改修に失敗した場合、52DDのミサイル指揮装置はWM-25とする

これは実質的にFCS-2に与えられたラストチャンスであった。この決定に基づき、1978年2月、実験隊司令 小綿海将補の下に、関東地方の技術研究本部・海上幕僚監部および実施部隊の幹部を糾合して支援グループが編成され、またメーカーである三菱電機でも、鎌倉製作所の専門家を結集したグループが設置され、官民の力を結集したプロジェクトが発足した。上記の通り、これは全面改修であり、海自側特別グループが改修の細部にまで目を通すこととなった。システム全体の見直しや計算機プログラムの変更、ドキュメントの改訂やオーバーホール等について連日のように審査会が開かれた。この結果、警戒レーダーと追尾レーダーの機構部不具合改修、方位盤の重量軽減対策、測的系のカルマンフィルターのα―βフィルターへの変更、射撃計算系プログラムの全面再構成等、数多くの改善対策が実施された。
両グループの精力的な取り組みによって問題は解決され、1978年4月に改修が終了して5月より試験を再開した。射撃試験では、通常の護衛艦の訓練射撃弾数の1年分に相当する数百発の76mm砲弾を1日で撃ち尽くすという凄まじい場面もあったが、今度は順調に経過し、データは要求精度内に収まっていた。8月の対空射撃を経て、海上技術・実用試験は10月に成功裏に終了、1979年3月に、81式射撃指揮装置として制式化された。

## 設計
本機の開発時の目標は下記の3項目であった。
- 多目標同時射撃能力
- 小型高速目標の探知・捕捉・追尾
有人の攻撃機が基準となっていた当時にあっては、P-15でも小型・高速と考えられていた。なおFCS-1開発時に要求された的速は900ノット (1,700 km/h)までであった[12]。
- 複数火器・SAM指揮管制能力
従来の艦砲に加えて、新型の35mm機銃や40mm機銃など多くの火器の搭載が検討されていたことから、これらを単一のGFCSで管制することが求められた。

### 試作機
上記の経緯により、試作機は砲制御部を模したものとされた。方位盤には、追尾レーダーとともに警戒レーダーが装備され、下側に警戒レーダーのスロットアレイ・アンテナ、上側に追尾レーダーのカセグレン・アンテナを積み重ねた構造となっていた。方位盤全体がアウターロール・インナーピッチ型の二重揺篭型のスタビライザーによって安定化されており、また風圧や塩害の影響を少なくするため、方位盤全体が白いレドームに覆われていた。警戒レーダーは横長の長方形のアンテナを備えており、60 rpmの速度で水平方向をスキャンし、捜索と目標追尾（複数）を同時に実施するという捜索中追尾（TWS）方式が採用され、警戒レーダーが捉えた目標のうち高脅威度のものを追尾レーダーに移換して攻撃を実施する構成とされた。
これらのレーダーは共通の送信機を使用しているが、このレーダー送信機としては、周波数可変能力 (F/A) を実現するため、2段の進行波管 (TWT) と増幅管 (CFA) の計3段構成による変調・増幅方式とされた。また上記の経緯により、電子防護能力向上のためパルス圧縮が、またクラッター抑圧能力向上のためにMTT回路やMTI装置が付加され、レーダー追尾能力の改善が図られている。
捜索段階では送信機の全出力が警戒レーダーに分配される。目標を探知すると、警戒レーダーに40パーセント、追尾レーダーに60パーセントの割合で出力が分配される。追尾においては、FCS-1と同様、2対4個のホーンによる振幅モノパルス方式によって角度誤差を検出し、自動追尾する。
また視認によって発見した緊急目標を捕捉、照準するために、レドーム外に光学照準器が独立して設けられている。これは照準望遠鏡とTVカメラ（CCTV）、整合望遠鏡等によって構成されている。
なお電子計算機としては三菱電機のMELCOM 70が用いられており、これはワード長16ビットのデジタル計算機であった。情報を時分割処理することにより、1台のFCSでミサイル射撃と砲射撃の2つの計算を同時にできるようにされた。
搭載艦艇
- 護衛艦「むらくも」（42DD）- 後にFCS-2-21Eに換装

### FCS-2-12

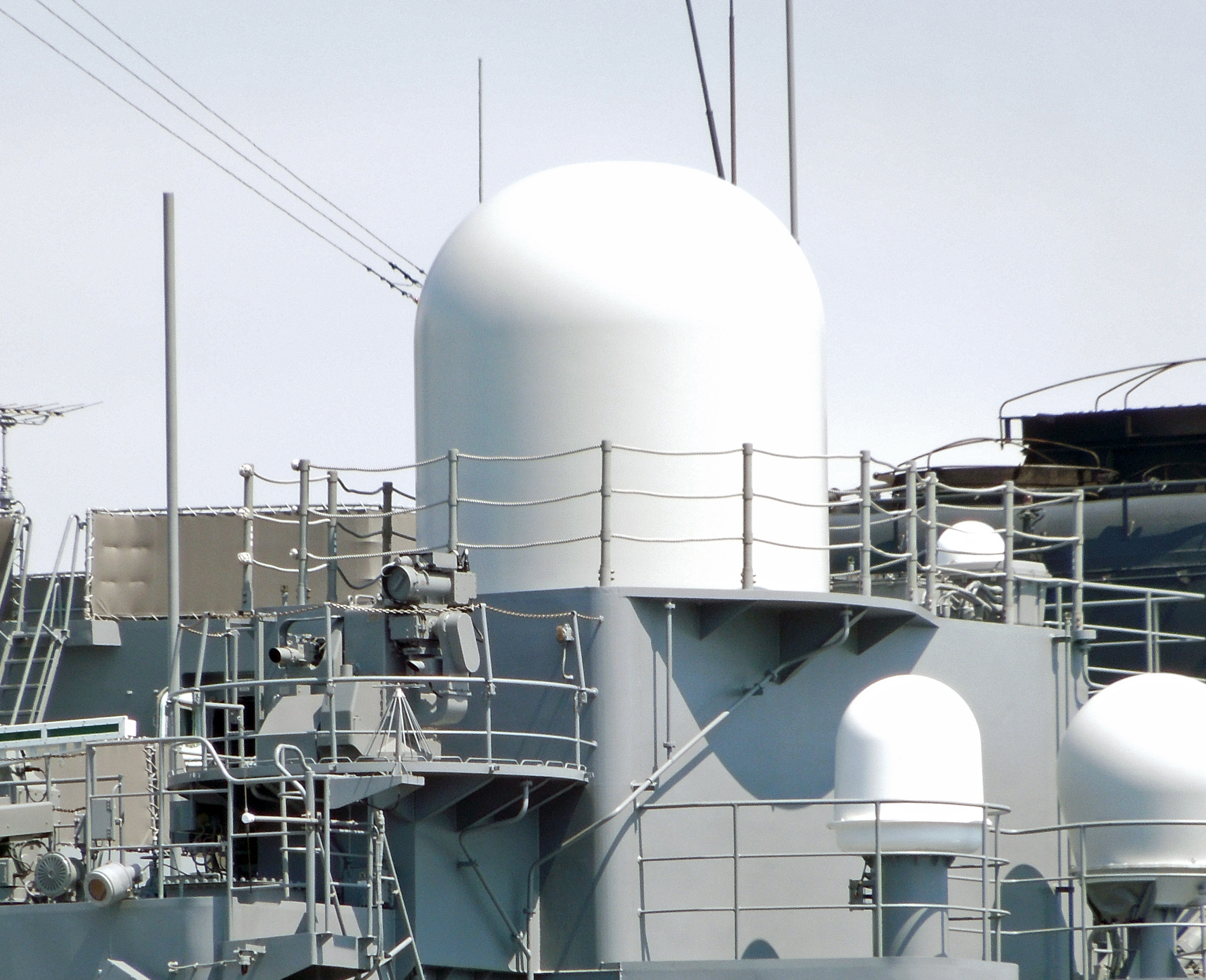
「やまゆき」装備のFCS-2-12レドームと光学照準器

ミサイル射撃指揮装置2型-12は、試作機の設計を基本として、ミサイル制御部を付加した。ミサイル誘導用の送信機にはNATO型の連続波（CW）送信機であるMk.73を装備し砲と艦対空ミサイル（シースパロー）の管制を可能としており、「Highタイプ」と呼ばれる。
方位盤はDIR-2-12、光学照準器はOPT-2-12と称される。光学照準器にはレーザー測距儀が追加されたほか、後述のFCS-2-21と同様に、テレビ画像の自動追尾機能も付与された。なお電子計算機については、新しい標準となっていたAN/UYK-20電子計算機に変更された。
デジタル連接化も配慮されており、艦の戦術情報処理装置や、併載されるFCS-2-21からも目標探知情報を得られるようになっている。
搭載艦艇
- はつゆき型護衛艦（52DD - 57DD）- FCS-2-12 - 12A
- あさぎり型護衛艦（58DD - 61DD) - FCS-2-12E - 12G
- たかつき型護衛艦（1,2番艦のみFRAM後装備） - FCS-2-12B,12D
- はるな型護衛艦（FRAM後装備）- FCS-2-12F
- しらね型護衛艦（「たかつき」、「きくづき」が廃艦後移載）

### FCS-2-2x
射撃指揮装置2型-21は砲の管制に特化したタイプであり、「Lowタイプ」と呼ばれる。
基本的には、試作機をもとにレドームを廃して追尾レーダー部のみを独立させた構成であるが、最大の変更点として、安定化方式の改正がある。従来の国産FCSは、68式、72式、FCS-2試作機と、いずれもスタビライザで機械的に水平面を作る方式であったが、本機では、照準線（LOS）を電子的にスタビライズする方式に変更された。これはアメリカ製のMk.56 砲射撃指揮装置では用いられており、国産機では経験・実績がなかったものの、試作を経ることなく実現の目処がついた。レドームが廃されたこともあり、光学照準器は別体ではなく、方位盤の右側面に装備する形式とされた。また新たな試みとして、テレビ画像による目標自動追尾方式(TV追尾)が採用された。
追尾レーダーのアンテナとしては、52DD用のFCS-2-21Aでは試作機と同様のカセグレン式が踏襲されたが、52DE用に開発されたFCS-2-21Bでは、艦が対空捜索レーダーをもたないこともあって捜索機能の付与が求められたことから、パッシブ・フェーズドアレイ（PESA）方式に変更された。水平方向の走査は方位盤の旋回により行う一方、俯仰方向の走査は電子的にレーダービームを指向して行うという1次元フェーズドアレイ方式とされた。なおFCS-2-21では、レーダー送信管はマグネトロンとされた。
射撃指揮装置2型-22は-21の改良型で、追尾可能な仰角が-21の82度から100度に拡張され、天頂までの追尾が可能となった。なおFCS-2-22Aでは、アンテナ部は-21Bと同様にPESAとされている。
射撃指揮装置2型-23には、シースパローミサイルの管制機能が付加された。
搭載艦艇
- 護衛艦「いしかり」（52DE） - FCS-2-21B
- はつゆき型護衛艦（52DD - 57DD）- FCS-2-21A
- ゆうばり型護衛艦（54DE） - FCS-2-21B
- 護衛艦「むらくも」（42DD）- FCS-2-21E（試作機から換装）
- 護衛艦「あまつかぜ」（35DDG）- FCS-2-21D（後日装備）
- 護衛艦「さわかぜ」（53DDG）- FCS-2-21C
- はたかぜ型護衛艦
  - 56DDG - FCS-2-21C
  - 58DDG - FCS-2-22B
- あさぎり型護衛艦
  - 58,59DD - FCS-2-22A
  - 60,61DD - FCS-2-23
- あぶくま型護衛艦（61DE - 01DE）- FCS-2-22C - 22E
- 訓練支援艦「くろべ」(61ATS) - FCS-2-22D
- こんごう型護衛艦（63DDG - 05DDG） - FCS-2-21G - 21H
- 練習艦「かしま」(04TV) - FCS-2-21F
- 掃海母艦「ぶんご」(07MST) - FCS-2-22F
- 訓練支援艦「てんりゅう」(09ATS) - FCS-2-22G

### FCS-2-31

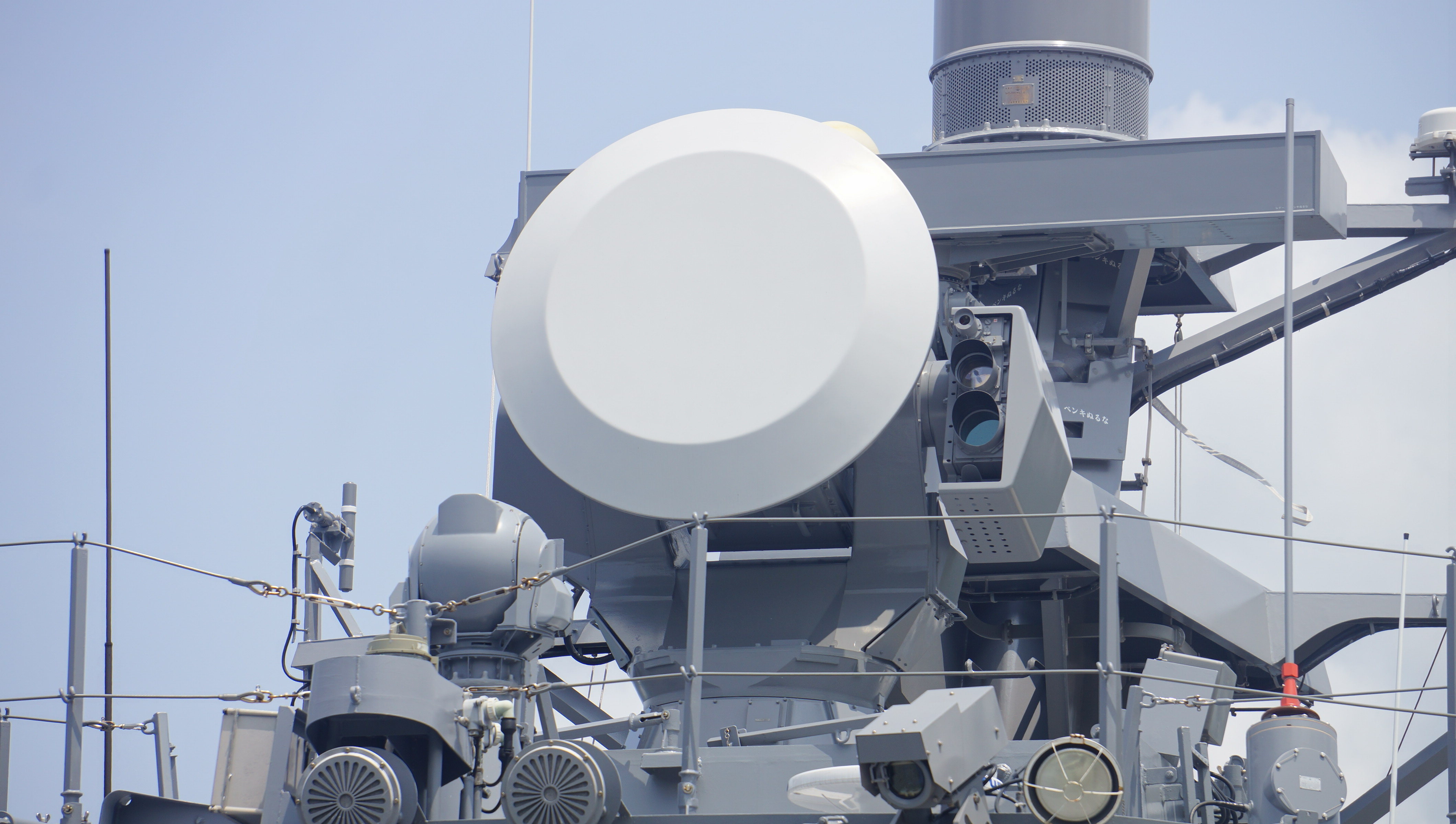
「はやぶさ」装備のFCS-2-31C

射撃指揮装置2型-31はFCS-2シリーズの最新型で、砲・対空ミサイルの発砲・発射管制を行う。追尾レーダーのアンテナが露出した外見上はFCS-2-2xに類似している。また、右側には複合センサー（TVカメラ、IRカメラ、レーザ測距儀）が併設されている。レーダー方位盤の型式はDIR 2-31とされている。
搭載艦艇
- むらさめ型護衛艦（03DD - 09DD）- FCS-2-31 - 31A
- たかなみ型護衛艦（10DD - 13DD） - FCS-2-31B - 31F
- はやぶさ型ミサイル艇（11PG - 13PG） - FCS-2-31C